# Sery (Ardenne)
Sery è un comune francese di 345 abitanti situato nel dipartimento delle Ardenne nella regione del Grand Est.

## Società

### Evoluzione demografica
Abitanti censiti